# Nomenclatura delle unità territoriali per le statistiche dell'Austria
La nomenclatura delle unità territoriali statistiche dell'Austria (NUTS:AT) è usata per fini statistici a livello dell'Unione europea (Eurostat). I codici NUTS del paese lo dividono in tre livelli:
1. Suddivisione in gruppi di stati (Gruppen von Bundesländern)
2. Suddivisione coincidente con gli Stati
3. Suddivisione in gruppi di distretti (Gruppen von Politischen Bezirken)

Cartine
Cartina dei NUTS-1
Cartina dei NUTS-2
Cartina dei NUTS-3

## Elenco dei NUTS
| NUTS 1              | Codice | NUTS 2        | Codice | NUTS 3                   | Codice |
| ------------------- | ------ | ------------- | ------ | ------------------------ | ------ |
| Austria Orientale   | AT1    | Burgenland    | AT11   | Mittelburgenland         | AT111  |
| Austria Orientale   | AT1    | Burgenland    | AT11   | Nordburgenland           | AT112  |
| Austria Orientale   | AT1    | Burgenland    | AT11   | Südburgenland            | AT113  |
| Austria Orientale   | AT1    | Bassa Austria | AT12   | Mostviertel-Eisenwurzen  | AT121  |
| Austria Orientale   | AT1    | Bassa Austria | AT12   | Niederösterreich-Süd     | AT122  |
| Austria Orientale   | AT1    | Bassa Austria | AT12   | Sankt Pölten             | AT123  |
| Austria Orientale   | AT1    | Bassa Austria | AT12   | Waldviertel              | AT124  |
| Austria Orientale   | AT1    | Bassa Austria | AT12   | Weinviertel              | AT125  |
| Austria Orientale   | AT1    | Bassa Austria | AT12   | Wiener Umland/Nordteil   | AT126  |
| Austria Orientale   | AT1    | Bassa Austria | AT12   | Wiener Umland/Südteil    | AT127  |
| Austria Orientale   | AT1    | Vienna        | AT13   | Vienna                   | AT130  |
| Austria Meridionale | AT2    | Carinzia      | AT21   | Klagenfurt-Villach       | AT211  |
| Austria Meridionale | AT2    | Carinzia      | AT21   | Oberkärnten              | AT212  |
| Austria Meridionale | AT2    | Carinzia      | AT21   | Unterkärnten             | AT213  |
| Austria Meridionale | AT2    | Stiria        | AT22   | Graz                     | AT221  |
| Austria Meridionale | AT2    | Stiria        | AT22   | Liezen                   | AT222  |
| Austria Meridionale | AT2    | Stiria        | AT22   | Östliche Obersteiermark  | A223   |
| Austria Meridionale | AT2    | Stiria        | AT22   | Oststeiermark            | AT224  |
| Austria Meridionale | AT2    | Stiria        | AT22   | West- und Südsteiermark  | AT225  |
| Austria Meridionale | AT2    | Stiria        | AT22   | Westliche Obersteiermark | AT226  |
| Austria Occidentale | AT3    | Alta Austria  | AT31   | Innviertel               | AT311  |
| Austria Occidentale | AT3    | Alta Austria  | AT31   | Linz-Wels                | AT312  |
| Austria Occidentale | AT3    | Alta Austria  | AT31   | Mühlviertel              | AT313  |
| Austria Occidentale | AT3    | Alta Austria  | AT31   | Steyr-Kirchdorf          | AT314  |
| Austria Occidentale | AT3    | Alta Austria  | AT31   | Traunvierte              | AT315  |
| Austria Occidentale | AT3    | Salisburghese | AT32   | Lungau                   | AT321  |
| Austria Occidentale | AT3    | Salisburghese | AT32   | Pinzgau-Pongau           | AT322  |
| Austria Occidentale | AT3    | Salisburghese | AT32   | Salzburg und Umgebung    | AT323  |
| Austria Occidentale | AT3    | Tirolo        | AT33   | Außerfern                | AT331  |
| Austria Occidentale | AT3    | Tirolo        | AT33   | Innsbruck                | AT332  |
| Austria Occidentale | AT3    | Tirolo        | AT33   | Osttirol                 | AT333  |
| Austria Occidentale | AT3    | Tirolo        | AT33   | Tiroler Oberland         | AT334  |
| Austria Occidentale | AT3    | Tirolo        | AT33   | Tiroler Unterland        | AT335  |
| Austria Occidentale | AT3    | Vorarlberg    | AT34   | Bludenz-Bregenzer Wald   | AT341  |
| Austria Occidentale | AT3    | Vorarlberg    | AT34   | Rheintal-Bodenseegebiet  | AT342  |

## Unità amministrativa locale
Al di sotto dei NUTS esistono due livelli di LAU (Unità amministrativa locale) che sono:
| Livello | Suddivisione                    | #     |
| ------- | ------------------------------- | ----- |
| LAU 1   | — (uguale al NUTS 3)            | 35    |
| LAU 2   | Comuni dell'Austria (Gemeinden) | 2.357 |